# Ameloblastoma unicístico
O ameloblastoma unicístico ocorre entre 10 a 15% de todos os ameloblastomas intra-ósseos. É muito discutido se o ameloblastoma unicístico se origina de novo como uma neoplasia ou se resulta da transformação neoplásica do epitélio de um cisto não-neoplásico. Provavelmente ambos os mecanismos ocorrem, mas a prova disto em um paciente é virtualmente impossível de obter.